# Caspar Olevian
Caspar Olevian (Tréveris, 10 de agosto de 1536 — Herborn, 15 de março de 1587) foi teólogo, humanista, reformador calvinista alemão e professor da Universidade de Heidelberg. Foi um dos fundadores da Igreja Reformada da Alemanha, co-assistente de Zacharias Ursinus e um dos compiladores do Catecismo de Heidelberg.

## Biografia
Era filho de um padeiro e frequentou o curso de humanidades na Universidade de Paris. Estudou Jurisprudência em Orléans e Burges tendo recebido influência dos movimentos reformistas. Quando retornou a Trier, suas crenças entraram em conflito com as dos clérigos locais. No verão de 1556, ao escapar de um acidente fatal, faz votos de dedicar toda a sua vida à pregação do Evangelho. Em 1557, torna-se Doutor em Direito Civil, e adere às comunidades locais huguenotes.
Em março de 1558 estuda teologia na Universidade de Genebra onde Calvino dava aulas. Prossegue seus estudos teológicos em 1558-1559 tendo Pedro Mártir Vermigli como seu professor e com quem divide uma habitação, tendo também conhecido Heinrich Bullinger nessa época. Quando visitou Lausanne, conheceu Teodoro Beza, retornando a Trier. Em 19 de junho de 1559 é nomeado docente de filosofia e ensina a dialética de Philipp Melanchthon. Em 10 de agosto de 1559, dia de São Lourenço, pronuncia um discurso acadêmico que suscita consenso ou forte oposição por ter declarado abertamente suas ideias sobre a Reforma Protestante. Porém, ele faz pregações na capela do Hospital de São Tiago, onde desperta grande entusiasmo no público e adesões para a causa da reforma, inclusive do burgomestre da cidade, Johann Steuss (1515-1588). No entanto, o mesmo conselho o proíbe posteriormente de pregar, temendo reações da Igreja Católica. O arcebispo da cidade pede para que Olevian seja preso, mas o conselho rejeita a proposta, em nome da forte tradição de liberdade que a cidade proporcionava, graças ao seu príncipe eleitor.
Enquanto isso, graças à sua contribuição, cresce o número de adesões à comunidade local evangélica, constituída em 21 de agosto de 1559, que o Conselho legitima e protege, com aplicação do Tratado de Augsburgo a respeito da liberdade religiosa. No entanto, o componente católico do Conselho manda prender Olevian junto com Kunemann Flinsbach (1527-1571), renomado pregador evangélico. No dia 16 de outubro Frederico III pede a libertação dos prisioneiros, conseguindo somente a de Flinsbach em 1 de novembro. No dia 27 de outubro uma delegação de seis influentes protestantes da cidade se reúnem e tratam com o arcebispo local a libertação imediata de Olevian. Em 23 de dezembro de 1559 eles conseguem se livrar dos embaraçosos procedimentos penais contra os protestantes, mas Olevian, junto com 80 famílias protestantes, devem deixar Trier.
Em 8 de julho de 1561, é convidado por Frederico III, Eleitor Palatino (1515-1576) para dar aulas na Universidade de Heidelberg. Após a morte do eleitor, seu filho, Luís VI, Eleitor Palatino (1539-1583) tinha profundas convicções luteranas, e tentou afastar a escola da doutrina reformista do catecismo de Heidelberg. Olevianus foi banido da universidade e se mudou para Berleburg. Lá, ele publicou um comentário sobre as "Epístolas aos Gálatas", que foi prefaciado por Teodoro de Beza.

## Publicações
- De inventione dialecticae liber: è praelectionibus Gasp. Oleuiani excerptus. Continens eius usum & institutionem in timore Domini - 1583
- Expositio symboli apostolici - 1580
- Fundamenta Dialecticae - 1581
- In epistolam Pauli ad Ephesios notae] - 1588
- In epistolas Pauli ad Phillipenses notae - 1580
- In epistolam Pauli ad Galatas notae - 1578
- De substantia foederis gratuiti inter Deum et electos (1585)
- Notae Gasparis Oleuiani in Euangelia: quae diebus Dominicis ac festis populo Christiano in plerisq[ue] Germaniae ecclesiis proponi solent : accessit eiusdem Breuis admonitio de re Eucharistica - 1589
- Confessio fidei theologorvm et ministrorvm Heidelbergensium ....
- De justificatione hominis coram Deo, sententia D.G.O
- Thesium theologicarum contra pseudevangelicos, propositarum ac editarum in Academia Heidelbergensi, ut de iis christiana suzētēsis institueretur, cal. Novemb. anno 1595, praeside et auctore Daniele Tossano ed. 2a: cui accessit Tractatus brevis et perspicuus de opere operato, magna sui parte ex praelectionibus Gasparis Oleviani excerptus - 1605